# Mike Hookem
Mike Hookem (Kingston upon Hull, 9 ottobre 1953) è un politico britannico, membro dell'UKIP e europarlamentare dal 2014 al 2019.

## Biografia
Abbandonò la scuola all'età di 15 anni, due anni dopo si unì alla Royal Air Force. Successivamente ha lavorato come falegname e carpentiere. Ritornò nell'esercito, prestando servizio per nove anni. Ha poi iniziato a gestire la propria attività. Nel 2007 è entrato a far parte del Partito per l'Indipendenza del Regno Unito, è diventato il suo presidente regionale nel collegio elettorale dello Yorkshire e del North Lincolnshire, e nel 2010, è corso senza successo per la Camera dei comuni.
Alle elezioni europee del 2014 Mike Hookem ha ottenuto il mandato di europarlamentare per l'UKIP nella VIII legislatura.